# Lázaro Martínez (400 mètres)
Ne doit pas être confondu avec Lázaro Martínez (triple saut).
Lázaro Martínez Despaigne, né le 11 novembre 1962 à La Havane, est un athlète cubain qui courait surtout sur 400 m et en relais.  Il a remporté l'argent en relais 4 × 400 m aux Jeux olympiques d'été de 1992 à Barcelone. Il épouse Silvia Costa.

## Palmarès

### Jeux olympiques d'été
- Jeux olympiques d'été de 1992 à Barcelone ( Espagne)
  -  Médaille d'argent en relais 4 × 400 m

### Championnats du monde d'athlétisme
- Championnats du monde d'athlétisme de 1987 à Rome ( Italie)
  -  Médaille de bronze en relais 4 × 400 m
- Championnats du monde d'athlétisme de 1991 à Tokyo ( Japon)
  - éliminé en quart de finale sur 400 m
  - 8e en relais 4 × 400 m

### Jeux panaméricains
- Jeux Panaméricains de 1983 à Caracas ( Venezuela)
  -  Médaille d'argent sur 400 m
  -  Médaille de bronze en relais 4 × 400 m
- Jeux Panaméricains de 1987 à Indianapolis ( États-Unis)
  - 7e sur 400 m
  -  Médaille d'argent en relais 4 × 400 m
- Jeux Panaméricains de 1991 à La Havane ( Cuba)
  -  Médaille d'or en relais 4 × 400 m

### Coupe du monde des nations d'athlétisme
- Coupe du monde des nations d'athlétisme de 1989 à Barcelone ( Espagne)
  - 6e au classement général avec les Amériques
  -  Médaille d'argent en relais 4 × 400 m
- Coupe du monde des nations d'athlétisme de 1992 à La Havane ( Cuba)
  - 4e au classement général avec les Amériques
  -  Médaille d'or en relais 4 × 400 m